# Žene u Trećem Reichu
Žene u Trećem Reichu su prema doktrini nacističke stranke bile u velikoj mjeri isključene iz političkog života države. Iako je u dokumentima nacističke stranke stajalo kako žene ne bi smjele biti dio stranke, odnosno ne bi smjele postati dio izvršne vlasti stranke ni bili kojeg administrativnog komiteta, postojao je određen broj žena koji se uspješno učlanio u NSDAP i aktivno sudjelovao u politici. Nacistička doktrina uzdizala je kult i ličnost njemačkih muškaraca, naglašavajući njihovu borbenu sposobnost i bratstvo koje se po njima samo moglo razvijati među muškarcima.
Ženama su nacisti prvenstveno namijenili ulogu vjerne supruge i majke te su isključivane sa svih položaja u kojima su se trebale donositi odluke (prvenstveno političke i akademske sfere). Nacistički model žene nije uključivao osobnu karijeru, već samo odgoj djece i održavanje kućanstva. Nacističke doktrine potiskivanja žena iz javnog života slijedile su konzervativne stavove koji proizlaze još iz doba Njemačkog Carstva. Žene koje su se uspješno učlanile u nacističku stranku bile su članice ženskog odjela NSDAP-a, tj. Lige njemačkih djevojaka ("Bund Deutscher Mädel").
Veliki broj restrikcija uklonjen je nakon što je počeo rat zbog toga što je Hitleru trebalo dodatno ljudstvo. Najpoznatije nacističke žene bile su Magda Goebbels, Leni Riefenstahl, Hanna Reitsch i druge.
Žene su veliku ulogu imale u nacističkim koncentracijskim logorima te kao medicinske sestre na bojištu. Mali dio žena odlučio se pridružiti pokretu otpora, a velik dio njih je tijekom rata ubijen (pr. Libertas Schulze-Boysen, Sophie Scholl i druge).

## Odnos prema ženama do početka rata
Kada je Adolf Hitler posao kancelar ženama su ograničena mnoga prava koja su im u prijašnjim režimima bila garantirana. Većina Hitlerovih glasača bili su muškarci, a žene koje su izašle na izbore u manjem su se broju odlučile podržati NSDAP.
Tijekom 1935. godine, Hitler je održao govor na nacističkom ženskom kongresu te rekao:
Zabilježeni su slučajevi kada se NSDAP koristio ženama kako bi putem njih doveo njihove muževe ili partnere u stranku. Nacisti su oštro kritizirali Weimarski režim koji je ženama dao jednaka prava kao i muškarcima. Smatrali su da je bio prožet utjecajem Židova te da je bio feminiziran i tolerirao homoseksualnost.
1937. godine Heinrich Himmler je napisao:

## Idealna žena
Idealna žena je po mišljenju Adolfa Hitlera trebala biti rasno čista, fizički snažna i trebala je udovoljiti kriterije koje je postavio njemački car Vilim II., njemački car - (njem. "Kinder, Küche, Kirche" (Djeca, kuhinja, crkva). 1934. godine Hermann Goering sažeto je odgovorio kako će se buduća žena ponašati. Izjavio je: "Uzmi lonac, lopaticu za smeće i metlu te se udaj za muškarca". 1933. Magda Goebbels, supruga Josepha Goebbelsa izjavila je: "Njemačka žene isključene su iz tri profesije: vojske, kao i svugdje u svijetu, vlade i pravosuđa. Ako njemačka djevojka mora birati između braka i karijere, uvijek se treba udati jer je to najbolja opcija za žene".
Ženama je u Trećem Reichu bilo strogo zabranjeno šminkanje te se od njih očekivao određeni stupanj skromnosti, tj. umjerenosti. 1933. godine žensko krilo Njemačke fronte rada propisalo je kako će iz organizacije biti isključena svaka žena koja nosi šminku, koja puši u hotelima, kafićima ili na ulici. Njemicama su se tolerirale aktivnosti poput bavljenja glazbom, ručnim radom ili gimnastikom. Bilo kakav ekplicitni oblik izražavanja seksualnosti bio je zabranjen (osim ako nije u reproduktivne svrhe), a neudane, tj. žene bez partnera smatrale su se anti-socijalne. Žene se poticalo da rađaju više djece, pa je tako u Rechu postojala posebna medalja koja se dodjeljivala ženama koje su rodile više od četiri djeteta (njem. Ehrenkreuz der Deutschen Mutter; dosl. prev. Križ časti njemačke majke). Abortus je bio strogo zabranjen, a od 1943. godine donesen je zakon u kojem je predviđena smrtna kazna za infanticid.

## Stroga disciplina i uniformirani okviri
Obrazovanje djevojaka nije zanemareno te su dječaci i djevojčice kroz osnovno i srednje obrazovanje prolazili iste programe te usvajali iste temeljne osnove. Djevojkama je bilo zabranjeno pohađanje fakulteta. Od 1935. godine morale su odrađivati šest mjeseci volonterskog rada za nacističku organizaciju rada (njem. Reichsarbeitsdienst). Adolf Hitler je 1942. godine rekao kako sve škole u Reichu moraju obrazovati "dječake i djevojčice svih klasa", odnosno da moraju "prihvaćati svu mladež Reicha". Obrazovni priručnik tog doba propisivao je stvari koje svaka djevojčica mora poznavati, a to su bili: datum i mjesto rođenja Führera, sposobnost da prepričaju njegov život, sposobnost prepričavanje povijesti nacističkog pokreta, Sturmabteilunga i Hitlerjugenda te poznavanje živućih Führerovih suradnika. Također se tražilo poznavanje zemljopisa Njemačke te poznavanje točaka Versajskog sporazuma.
Od žena se posebno tražilo da izbjegavaju ljubavne veze i brakove s nearijevcima te da na takav način očuvaju čistoću arijske rase. Tijekom rata nacisti su mnogo pažnje posvetili podizanju "svijesti o rasnoj pripadnosti" kako bi mlade Njemice izbjegavale seksualne i intimne veze sa stranim radnicima (ratni zarobljenici, prisilni radnici i sl.) koji su boravili u Reichu. Žene koje prekrše upute o rasnoj čistoći paradirale bi ulicama gradova, obrijala bi im se sva kosa s glave te bi oko vrata nosile plakat koji bi pružao uvid u detalje "zločina" kojeg je počinila. Osuđene žene bile bi poslane u koncentracijske logore.
Politička edukacija žena provodila se kroz posebne škole koje su se zvale Napola (njem.  Nationalpolitische Anstalten). Jedna takva škola izgrađena je 1939. u Beču te je tri godine kasnije jedna izgrađena u Luxembourgu. Svrha institucija bila je školovanje mladih djevojaka za kadrovsko popunjavanje ženskih ogranaka nacističkih organizacija. Nacisti nikad nisu planirali ni željeli uključiti žene unutar političkog sustava, stoga je ovaj tip obrazovanja bio iznimka u kojem je sudjelovao iznimno mali broj žena.
1934. godine osnovala je Liga njemačkih djevojaka (njem. Bund Deutscher Mädel). Mlade djevojke su unutar Lige vježbale i učile određene vještina koje bi ih osposobile za obavljanje određenog posla (socijalni rad, obrada vrta, čišćenje, kuhanje i sl.). Srijedom navečer sve su njemačke djevojke od 15 do 20 godine imale tzv. kućne zabave na kojima bi se diskutiralo o njemačkoj kulturi i umjetnosti. Jedan ljetni tjedan bio je rezerviran za održavanje ljetnog kampa, unutar Njemačke ili u inozemstvu.
1931. godine osnovana je Nacionalsocijalistička ženska liga koja je u svoje redova novačila djevojke koje su starije od 15 godina. 31. prosinca 1932. godine organizacija je imala 109 320 pripadnica, a u 1938. blizu 2 milijuna. Organizacija je bila ogranak NSDAP-a, a brojka od 2 milijuna pripadnica predstavljala je 40% ukupnog članstva nacističke stranke. Voditeljica organizacije bila je Gertrud Scholtz-Klink koja je sve žene i djevojke zvala "moje kćeri".
Školski udžbenici bili su duboko indoktrinirani nacističkim učenjima i sustavima vjerovanja, a u udžbeniku pod nazivom "Majko, reci mi o Adolfu Hitleru" (njem. Mutter, erzähl von Adolf Hitler) pisalo je sljedeće: